# Gustaf von Wrangel
Gustaf von Wrangel, född 1645, död 1710, var en svensk militär.
Gustaf von Wrangel var son till assessor Hans von Wrangel och Catharina von Neukirch. Han var på 1670-talet överstelöjtnant vid Bernhard Christian Wangelins dragonregemente och var överste och chef för Estländska Wikiska lantmilisregementet i Estland 1701.